# Mikron Gruppe
Die Mikron Gruppe ist ein global ausgerichtetes Unternehmen mit neun Produktionsstandorten in sechs Ländern (Schweiz, Deutschland, USA, China, Singapur, Litauen). Die Firma entwickelt und baut Produktionslösungen für unterschiedliche Industrien. Hauptsitz der Mikron Gruppe ist die Mikron Holding AG in Boudry (Schweiz).

## Porträt
Die Gruppe entwickelt und baut Fertigungs- und Montagesysteme für Unternehmen aus der Automobilzuliefer-, Pharma-, Medizinaltechnik-, Konsumgüter-, Uhren- und Schreibgeräteindustrie.
Zur Mikron Gruppe gehören heute drei Divisionen:
Mikron Machining entwickelt und baut Fertigungssysteme für die Produktion von kleinen bis mittelgrossen Einzelteilen aus metallischen Werkstoffen. Dazu gehören beispielsweise Turbolader-Gehäuse und Einspritzdüsen für Automobile oder Kugelschreiberspitzen.
Mikron Automation entwickelt und baut Montagesysteme für das Zusammenfügen von kleinen bis handgrossen Produkten und Baugruppen. Die Montagesysteme finden Verwendung in der Reinraumproduktion im Medizintechnikbereich, in der Pharma-, Automobil- sowie Elektro-/Elektronik-, Konsumgüter- und Bauindustrie.
Mikron Tool entwickelt und produziert kleine und mittelgrosse hochpräzise Zerspanungswerkzeuge für den High-End-Markt. Der Fokus liegt auf schwer zerspanbaren Materialien wie rostfreie Stähle und hitzebeständige Legierungen.

## Geschichte
Gegründet wurde die Maschinenfabrik Mikron AG im Jahr 1908 in Biel in der Schweiz. In der ersten Hälfte des letzten Jahrhunderts leistete Mikron mit Verzahnungsmaschinen und Werkzeugen einen Beitrag zur Industrialisierung der Schweizer Uhrenindustrie. Ab den 1960er Jahren weitete Mikron ihre Aktivitäten schrittweise auf Fräsmaschinen, Kunststoffkomponenten, Bearbeitungssysteme (Sondermaschinen) aus.
Der Einstieg in das Geschäft mit Bearbeitungssystemen erfolgte 1962 mit der Übernahme der Firma Haesler SA in Boudry. Das 1918 in Le Locle gegründete Unternehmen baute 1925 die erste Transfermaschine für die Uhrenindustrie. Mitte der 1970er Jahre entwickelte Mikron Haesler SA ihr erstes Montagesystem. Seit 1990 konzentrieren sich die Aktivitäten ausschliesslich auf die Erarbeitung von Montagelösungen. Heute ist Mikron Switzerland AG, Boudry Hauptsitz der Division Mikron Automation.
Eine Ergänzung des Geschäftsbereichs Bearbeitungsmaschinen erfolgte im Jahr 1986 mit der Übernahme der Albe SA in Agno TI. Das 1957 gegründete Unternehmen war am weltweiten Siegeszug des Kugelschreibers beteiligt. Im Laufe der Zeit wurden die Rundtaktautomaten für die Produktion von anderen Kleinteilen aus Metall weiterentwickelt. Im Jahr 1990 wurde der Geschäftsbereich Bearbeitungssysteme von Mikron SA Boudry nach Agno übergesiedelt. Heute ist Mikron Switzerland AG, Agno Hauptsitz der Divisionen Mikron Machining und Mikron Tool.
Die Mikron Holding AG wurde im Jahr 1961 in Biel gegründet und ist seit 1983 eine Publikumsgesellschaft. Der Hauptsitz wurde 2024 nach Boudry verlegt.